# William Trelease
William Trelease, född 22 februari 1857 i Mount Vernon, New York, död 1 januari 1945, var en amerikansk naturforskare, främst botaniker. 
Trelease blev professor i botanik i Madison, Wisconsin, 1883 och i Saint Louis 1885 samt föreståndare för botaniska trädgården där 1889. Han var professor vid Washington University in St. Louis 1885–1913 och därefter vid University of Illinois.
Trelease var dels fanerogamfytograf (bland annat Yucca, Agave och Quercus; monografi över mistelsläktet Phoradendron 1916), dels entomolog och specialist på blommornas pollineringsinrättningar, dels praktisk botaniker och offentlig expert på växtsjukdomar, särskilt svamp- och insektskador på kulturväxterna.
Auktorsnamnet Trel. kan användas för William Trelease i samband med ett vetenskapligt namn inom botaniken; se Wikipediaartiklar som länkar till auktorsnamnet.